# IC 4495
IC 4495 ist eine Balken-Spiralgalaxie vom Hubble-Typ S im Sternbild Bärenhüter am Nordsternhimmel. Sie ist rund 523 Millionen Lichtjahre von der Milchstraße entfernt.
Entdeckt wurde das Objekt am 28. Juli 1903 von Stéphane Javelle.